# Ртутьлютеций
Ртутьлютеций — бинарное неорганическое соединение
лютеция и ртути
с формулой LuHg,
кристаллы.

## Получение
- Сплавление стехиометрических количеств чистых веществ:

{\displaystyle {\mathsf {Lu+Hg\ {\xrightarrow {T}}\ LuHg}}}

## Физические свойства
Ртутьлютеций образует кристаллы
кубической сингонии,
пространственная группа P m3m,
параметры ячейки a = 0,3607 нм, Z = 1,
структура типа хлорида цезия CsCl
.